# Cimetière paysager de Berlin-Marzahn
Le cimetière paysager de Berlin-Marzahn (en allemand : Parkfriedhof Marzahn) est un cimetière berlinois municipal et aconfessionnel situé au quartier de Marzahn. Inauguré en 1909, le cimetière paysager est aujourd'hui divisé en plusieurs monuments commémoratifs dont les tombes des victimes de la Première Guerre mondiale, les tombes d'honneur des marins révolutionnaires de Kiel, les tombes des victimes de la Seconde Guerre mondiale, le cimetière des travailleurs forcés de la période nazie, le tombeau des victimes antifascistes et le monument aux morts de l'Armée rouge.

## Géographie

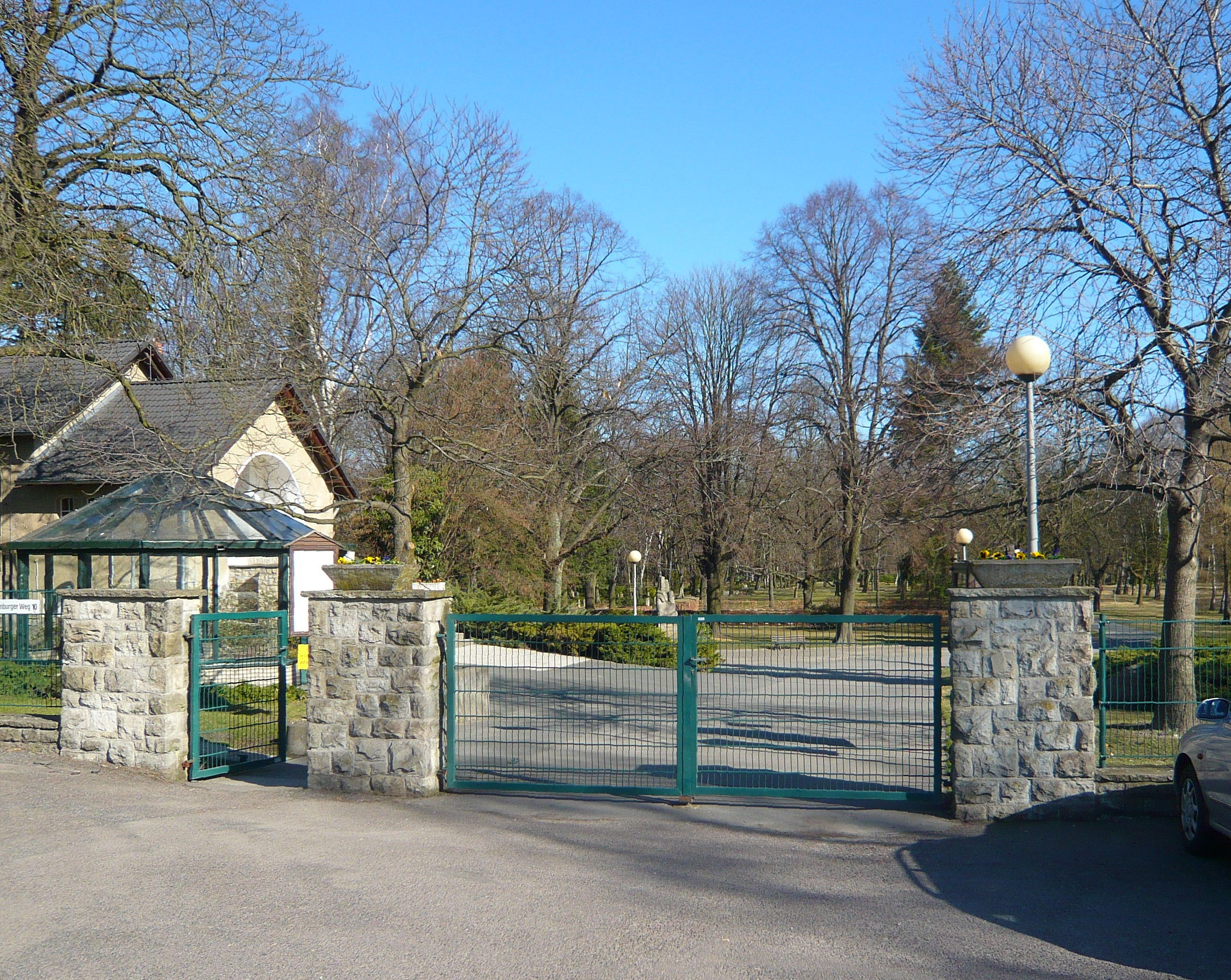
L'entrée principale.

Le cimetière paysager s'étend sur 241 068 m2 le long de la voie ferrée de Berlin à Wriezen, au nord de la gare de Berlin-Marzahn desservie par la ligne 7 du S-Bahn de Berlin. C'est le plus grand cimetière de l'arrondissement de Marzahn-Hellersdorf. L'entrée principale se trouve au Wiesenburger Weg, en face du site de Knorr-Bremse. Une autre entrée se trouve à la pointe nord du cimetière et mène à la gare de Berlin Raoul-Wallenberg-Straße. 
Le terrain du parc est marqué d'arbres âgés, d'un étang et d'une nature sauvage le long de la voie ferrée à l'est. La zone verte représente un pendant important aux grands ensembles d'immeubles d'habitation (Plattenbauten) dans le quartier. 